# Isabel Bayrakdarian
Isabel Bayrakdarian   (Zahlé, 1 de febrer de 1974) és una soprano operista canadenca d'origen libanès-armeni que ara resideix i treballa als Estats Units.

## Biografia
Nascuda a Zahlé, Líban, en una família armènia, es va traslladar al Canadà quan era adolescent. Bayrakdarian es va graduar en 1997 de la Universitat de Toronto amb un honors Llicenciat en Ciències Aplicades a Enginyeria Biomèdica. Va assistir a l'Acadèmia de Música d'Occident l'estiu de 1998, on va ser la primera guanyadora del Concurs Vocal de la Fundació Marilyn Horne.

## Carrera
Bayrakdarian es destaca tant per la seva presència escènica com per la seva musicalitat, i ha seguit una trajectòria professional única. Des que va guanyar el primer premi al Concurs Internacional d'Òpera Operalia del 2000
fundat per Plácido Domingo, ha llançat una carrera d'òpera internacional presentant-se al Metropolitan Opera, Royal Opera House, La Scala, Òpera de París, Lyric Opera de Chicago, Festival de Salzburg, Dresden Semper, Òpera Estatal de Baviera, San Francisco Opera, Òpera de Santa Fe, i el Canadian Opera Company, entre d'altres.
Entre els seus papers s'inclouen Euridice a Orfeo ed Euridice, Cleopatra a Giulio Cesare, Romilda a Serse, Emilia a Flavio, Susanna a Les noces de Fígaro, Zerlina a Don Giovanni, Pamina a La flauta màgica, Rosina a Il barbiere di Siviglia, Marzelline in Fidelio, Adina in L'elisir d'amore, Norina in Don Pasquale, Leila in Les Pêcheurs de perles de Bizet, Teresa in Benvenuto Cellini, Mélisande in Pelléas et Mélisande, La Guineu a Příhody lišky Bystroušky, Blanche a Dialogues des Carmélites (Poulenc), i Catherine en Panorama des del pont de William Bolcom.
El seu programa de concerts inclou aparicions amb les orquestres simfòniques de Chicago, Montreal, Toronto, Pittsburgh i San Francisco, la Filharmònica de Los Angeles al Hollywood Bowl i l'Orquestra del National Arts Center, cantant sota la batuta de directors com Seiji Ozawa, James Conlon, David Zinman, Michael Tilson Thomas, Christoph von Dohnányi, Christoph Eschenbach, Colin Davis, Andrew Davis, Nikolaus Harnoncourt, Mariss Jansons, Leonard Slatkin, James Levine, Peter Oundjian i Richard Bradshaw.
Bayrakdarian és el tema d'una pel·lícula titulada A Long Journey Home (Un llarg viatge cap a casa) que documenta el seu primer viatge a Armènia. Una important gira nord-americana per Bayrakdarian a l'octubre de 2008 va comptar amb la música de Komitàs Vardapet amb concerts a Toronto, San Francisco, Orange County, Vancouver, Toronto, Boston i el Carnegie Hall de Nova York. L'acompanyava l'Orquestra de Cambra de Manitoba dirigida per Anne Manson. Aquest Tour de la Memòria es va dedicar a les víctimes de tots els genocidis i va ser patrocinat per l'Institut Internacional d'Estudis sobre el Genocidi i els Drets Humans (una divisió de l'Institut Zoryan).
Ara és professora ajudant de veu a la Universitat de Califòrnia a Santa Barbara.

## Premis
A més del seu primer premi al Concurs Operalia i quatre Juno Awards consecutius, Bayrakdarian ha estat guardonada amb la Medalla Jubileu d'Or de la Reina Isabel II, el "Virginia Parker Award 2005 del Canadà Council for the Arts", el Premi Leonie Rysanek de la George London Foundation, la Medalla Mesrob Mashdots en nom de la Santa Seu de Cilícia el 15 d'agost de 2004, un premi del Consell Nacional de l'Òpera Metropolitana el 1997 i la "Medalla Komitàs" de la República d'Armènia, atorgada pel ministre de Diàspora, doctor Hranush Hakobian. Més recentment, va rebre la medalla Movses Khorenatsi, el màxim premi cultural de la República d'Armènia, del president d'Armènia en celebració de la independència d'Armènia, el 21 de setembre de 2017.